# Spektroskop
Spektroskop (grčki skopeo = promatram) jednostavni je instrument za promatranje spektra vidljive svjetlosti. Spektroskop se sastoji od optičke prizme ili optičke rešetke, koji služe za rastavljanje svjetla na spektar. Spektroskopi obično imaju oblik cijevi, čiji se jedan kraj usmjeri na izvor svjetla ili osvjetljeni objekt, a u drugom kraju se promatra spektar. Spektar se ne može zabilježiti jer spektroskop ne koristi nikakav uređaj za bilježenje podataka.
Spektroskop su izumili Gustav Robert Georg Kirchhoff i Robert Wilhelm Bunsen. 